# Dick Redmond
Richard John „Dick“ Redmond (* 14. August 1949 in Kirkland Lake, Ontario) ist ein ehemaliger kanadischer Eishockeyspieler, der im Verlauf seiner aktiven Karriere zwischen 1966 und 1982 unter anderem 837 Spiele für die Minnesota North Stars, California Golden Seals, Chicago Black Hawks, St. Louis Blues, Atlanta Flames und Boston Bruins in der National Hockey League (NHL) auf der Position des Verteidigers bestritten hat. Sein älterer Bruder Mickey und sein Cousin Craig Redmond waren ebenfalls professionelle Eishockeyspieler und in der NHL aktiv.

## Karriere
Redmond verbrachte seine Juniorenzeit zwischen 1966 und 1969 in der Ontario Hockey Association (OHA), wo er zunächst zwei Jahre für die Peterborough Petes auflief. Kurz nach dem Beginn der Spielzeit 1968/69 wurde er innerhalb der Liga im Tausch für Dale Power zu den St. Catharines Black Hawks transferiert. Bei den Black Hawks wechselte der gelernte Verteidiger auf die Position des linken Flügelstürmers und sammelte so teamübergreifend 106 Scorerpunkte in 68 Einsätzen inklusive der Playoffs. Seine Variabilität bescherte Redmond, dass er bereits an der fünften Gesamtposition des NHL Amateur Draft 1969 von den Minnesota North Stars aus der National Hockey League (NHL) ausgewählt wurde.
Es gelang dem 20-Jährigen jedoch nicht sich in seinen ersten beiden Profispielzeiten bei den Minnesota North Stars in der NHL zu etablieren, und so verbrachte er den Großteil der beiden Spielzeiten in den Minor Leagues. Zunächst war er hauptsächlich für die Iowa Stars in der Central Hockey League (CHL) aktiv, danach trug der Kanadier das Trikot der Cleveland Barons aus der American Hockey League (AHL). Erst als Redmond im März 1971 im Tausch für Wayne Muloin an die California Golden Seals abgegeben wurde, um den Transfer den beide Franchises zwei Wochen zuvor zwischen Tommy Williams und Ted Hampson zu vervollständigen, gelang ihm der Sprung in den NHL-Kader der Golden Seals. Dort war er bis zum Dezember 1972 aktiv und hatte währenddessen in der Saison 1971/72 mit 45 Scorerpunkten seine erste vollständige Spielzeit in der NHL absolviert, ehe er gemeinsam mit den NHL-Transferrechten von Bobby Sheehan an die Chicago Black Hawks abgegeben wurde. Im Gegenzug sicherten sich die Kalifornier die Dienste von Darryl Maggs.
In Chicago wurde Redmond bei seiner dritten NHL-Station erstmals heimisch. Er lief insgesamt fast fünf Spielzeiten bis zum August 1977 für die Black Hawks auf und entwickelte sich in dieser Zeit zu einem verlässlichen Defensivspieler. Im Spieljahr 1973/74 erreichte er mit 59 Punkten eine Karrierebestmarke, nachdem der Defensivspieler im Vorjahr mit den Black Hawks die Finalserie der Stanley-Cup-Playoffs 1973 erreicht hatte. Im August 1977 erfolgte jedoch ein abermaliger Transfer, in dem er für Pierre Plante von den St. Louis Blues eingetauscht wurde. Die St. Louis Blues blieben jedoch nur vier Monate und 28 Spiele lang Arbeitgeber Redmonds. In einem abermaligen Transfergeschäft wurde der Abwehrspieler mit Yves Bélanger, Bob MacMillan und einem Zweitrunden-Wahlrecht im NHL Entry Draft 1979 zu den Atlanta Flames geschickt, die im Gegenzug Phil Myre, Curt Bennett und Barry Gibbs nach St. Louis abgaben. Auch dort war Redmond nicht lange aktiv und kam so lediglich auf 44 Einsätze im Trikot der Flames. Es folgte im September 1978 der insgesamt fünfte Transfer seiner Karriere, als er im Tausch für Gregg Sheppard zu den Boston Bruins geschickt wurde.
In Boston blieb Redmond wieder über einen längeren Zeitraum bei einem Franchise und gehörte ihm fünf Jahre bis zum Sommer 1982 an. Im November 1981 verlor er seinen Platz im NHL-Kader, da ihm in einer Operation Knochensplitter aus dem rechten Arm entfernt werden mussten. Daraufhin spielte er nach seiner Genesung größtenteils für das Farmteam Erie Blades in der AHL. Die Verletzung war schließlich mit dafür verantwortlich, dass er seine Karriere nach der Spielzeit im Alter von 33 Jahren beendete. Im Jahr 1987 wurde Redmond in die Peterborough & District Sports Hall of Fame aufgenommen.

## Erfolge und Auszeichnungen
- 1969 OHA First All-Star Team
- 1987 Aufnahme in die Peterborough & District Sports Hall of Fame

## Karrierestatistik
(Legende zur Spielerstatistik: Sp oder GP = absolvierte Spiele; T oder G = erzielte Tore; V oder A = erzielte Assists; Pkt oder Pts = erzielte Scorerpunkte; SM oder PIM = erhaltene Strafminuten; +/− = Plus/Minus-Bilanz; PP = erzielte Überzahltore; SH = erzielte Unterzahltore; GW = erzielte Siegtore; 1 Play-downs/Relegation; Kursiv: Statistik nicht vollständig)